# John Hardman Moore
John Halstead Hardman Moore CBE (* 7. Mai 1954) ist ein britischer Wirtschaftswissenschaftler und Hochschullehrer.

## Werdegang, Forschung und Lehre
Moore beendete 1976 sein Mathematikstudium an der University of Cambridge als Bachelor of Arts, ehe er anschließend seinen Master of Science an der London School of Economics and Political Science (LSE) machte. Dort graduierte er 1984 als Ph.D.
Ab 1983 Lecturer für Wirtschaftswissenschaften an der LSE wurde er 1987 Reader und 1990 ordentlicher Professor. Nachdem er ab 1997 eine Gastprofessur an der University of St Andrews innegehabt hatte, übernahm er 2000 parallel zu seiner Tätigkeit in London eine Professur an der University of Edinburgh. 2010 ist er Präsident der Econometric Society, der er seit 1989 angehört. Außerdem wurde er im Jahre 1999 in die British Academy und 2002 in die American Academy of Arts and Sciences gewählt.
Der Schwerpunkt der Arbeit Moores liegt im Bereich der Kontrakttheorie sowie der Interaktion der Finanzmärkte mit der Realwirtschaft. Mit dem Japaner Nobuhiro Kiyotaki erarbeitete er das sog. Kiyotaki-Moore-Modell mit dem erklärt wird, wie durch die Interaktion zwischen Immobilienpreisen und Restriktionen bei der Kreditvergabe aus kleinen Schocks größere Schwankungen von Erträgen und Vermögenswerten entstehen können. 1999 erhielten sie für ihre Arbeit den Yrjö-Jahnsson-Preis. Für 2021 wurde Moore ein BBVA Foundation Frontiers of Knowledge Award zugesprochen.